# Bartolomeo Gradenigo (vescovo)
Bartolomeo Gradenigo (Venezia, 10 luglio 1636 – Brescia, 29 luglio 1698) è stato un vescovo cattolico italiano.

## Biografia
Nacque dalla famiglia patrizia Gradenigo, del ramo dimorante lungo rio Marin a San Simeone Grande. Il padre era Daniele di Giovanni Giacomo e la madre Lucrezia di Girolamo Moro.
Ebbe tre fratelli e quattro sorelle, ma di questi ben cinque furono destinati alla vita consacrata. Questo per la profonda devozione che tradizionalmente permeava la famiglia, nonché per l'influenza dello zio Marco Gradenigo, patriarca di Aquileia dal 1629 al 1657. L'unico maschio a continuare la discendenza fu Girolamo, che intraprese inoltre una ragguardevole carriera politica sino a raggiungere la carica di procuratore di San Marco.
Il 9 aprile 1667 divenne suddiacono e il 9 ottobre successivo presbitero. Nello stesso periodo si laureò in utroque iure.
Prelato domestico di papa Alessandro VII e di papa Clemente IX, fu anche referendario della congregazione del Buon Governo.
Fu eletto vescovo di Concordia il 14 novembre 1667, succedendo a Benedetto Cappello. Tuttavia il 27 febbraio 1668, prima ancora di prenderne possesso, venne trasferito a Treviso, in sostituzione di Giovanni Antonio Lupi.
Il 13 luglio 1682 fu nuovamente trasferito, assegnato alla sede di Brescia.
Morì il 29 luglio 1698 e venne sepolto nel duomo nuovo di Brescia.

## Genealogia episcopale
La genealogia episcopale è:
- Cardinale Guillaume d'Estouteville, O.S.B.Clun.
- Papa Sisto IV
- Papa Giulio II
- Cardinale Raffaele Sansone Riario
- Papa Leone X
- Papa Paolo III
- Cardinale Francesco Pisani
- Cardinale Alfonso Gesualdo di Conza
- Papa Clemente VIII
- Cardinale Pietro Aldobrandini
- Cardinale Laudivio Zacchia
- Cardinale Antonio Barberini, O.F.M.Cap.
- Cardinale Marcantonio Bragadin
- Papa Alessandro VIII
- Vescovo Bartolomeo Gradenigo